# Campionat d'Europa d'atletisme en pista coberta de 2009
El XXX Campionat d'Europa d'Atletisme en Pista Coberta es va celebrar a Torí (Itàlia) entre el 6 i el 8 de març de 2009 sota l'organització de l'Associació Europea d'Atletisme (EAA) i la Federació Italiana d'Atletisme.

## Països participants
Van participar en total 562 atletes (314 homes i 248 dones) de 45 federacions nacionals afiliades a la EAA.
| - Albània (2/1) - Alemanya (25/15) - Armènia (1/1) - Àustria (6/1) - Azerbaidjan (1/-) - Bèlgica (3/3) - Belarús (4/11) - Bòsnia i Hercegovina (2/-) - Bulgària (6/2) - Xipre (3/1) - Croàcia (2/1) - Dinamarca (10/3) | - Eslovàquia (8/2) - Eslovènia (3/5) - Espanya (24/15) - Estònia (5/8) - Finlàndia (11/3) - França (25/12) - Geòrgia (1/-) - Gibraltar (1/-) - Grècia (3/4) - Hongria (6/1) - Irlanda (3/16) | - Israel (4/3) - Itàlia (24/16) - Letònia (2/3) - Lituània (4/6) - Macedònia del Nord (-/1) - Malta (-/1) - Moldàvia (2/-) - Mònaco (1/-) - Noruega (-/6) - Països Baixos (8/6) - Polònia (18/6) | - Portugal (5/7) - Regne Unit (22/14) - Txèquia (7/7) - Romania (4/11) - Rússia (27/30) - San Marino (1/1) - Sèrbia (2/4) - Suècia (9/4) - Suïssa (1/3) - Turquia (5/7) - Ucraïna (13/6) |

## Medallistes

### Homes
| Event             | Or                                                                       | Or      | Plata                                                               | Plata   | Bronze                                                                      | Bronze  |
| 60 m              | Dwain Chambers · Regne Unit                                              | 6,46    | Fabio Cerutti · Itàlia                                              | 6,56    | Emanuele di Gregorio · Itàlia                                               | 6,56    |
| 400 m             | Johan Wissman · Suècia                                                   | 45,89   | Claudio Licciardello · Itàlia                                       | 46,32   | Ioan Vieru · Romania                                                        | 46,54   |
| 800 m             | Yuriy Borzakovskiy · Rússia                                              | 1:48,55 | Luis Alberto Marco · Espanya                                        | 1:49,14 | Mattias Claesson · Suècia                                                   | 1:49,32 |
| 1500 m            | Rui Silva · Portugal                                                     | 3:44,38 | Diego Ruiz · Espanya                                                | 3:44,70 | Yoann Kowal · França                                                        | 3:44,75 |
| 3000 m            | Mohamed Farah · Regne Unit                                               | 7:40,17 | Bouabdellah Tahri · França                                          | 7:42,14 | Jesús España · Espanya                                                      | 7:43,29 |
| 60 m tanques      | Ladji Doucouré · França                                                  | 7,55    | Gregory Sedoc · Països Baixos                                       | 7,55    | Petr Svoboda · Txèquia                                                      | 7,61    |
| 4 × 400 m relleus | ItàliaJacopo Marin · Matteo Galvan · Domenico Rao · Claudio Licciardello | 3:06,68 | Regne UnitRichard Buck · Nick Leavey · Nigel Levine · Philip Taylor | 3:07,04 | PolòniaJan Ciepiela · Marcin Marciniszyn · Jarosław Wasiak · Piotr Klimczak | 3:07,04 |
| Salt d'alçada     | Ivan Ukhov · Rússia                                                      | 2,32    | Kyriakos Ioannou · Xipre · Aleksey Dmitrik · Rússia                 | 2,29    |                                                                             |         |
| Salt amb perxa    | Renaud Lavillenie · França                                               | 5,81    | Pavel Gerasimov · Rússia                                            | 5,76    | Alexander Straub · Alemanya                                                 | 5,76    |
| Salt de longitud  | Sebastian Bayer · Alemanya                                               | 8,71    | Nils Winter · Alemanya                                              | 8,22    | Marcin Starzak · Polònia                                                    | 8,18    |
| Triple salt       | Fabrizio Donato · Itàlia                                                 | 17,59   | Viktor Yastrebov · Ucraïna                                          | 17,25   | Igor Spasovkhodskiy · Rússia                                                | 17,15   |
| Llançament de pes | Tomasz Majewski · Polònia                                                | 21,02   | Yves Niaré · França                                                 | 20,42   | Ralf Bartels · Alemanya                                                     | 20,39   |
| Heptatló          | Mikk Pahapill · Estònia                                                  | 6362    | Oleksiy Kasyanov · Ucraïna                                          | 6205    | Roman Šebrle · Txèquia                                                      | 6142    |

### Dones
| Event             | Or                                                                             | Or      | Plata                                                          | Plata   | Bronze                                                                             | Bronze  |
| 60 m              | Yevgeniya Polyakova · Rússia                                                   | 7,18    | Ezinne Okparaebo · Noruega                                     | 7,21    | Verena Sailer · Alemanya                                                           | 7,22    |
| 400 m             | Antonina Krivoshapka · Rússia                                                  | 51,18   | Nataliya Pyhyda · Ucraïna                                      | 51,44   | Darya Safonova · Rússia                                                            | 51,85   |
| 800 m             | Mariya Savinova · Rússia                                                       | 1:58,11 | Oksana Zbrozhek · Rússia                                       | 1:59,20 | Elisa Cusma Piccione · Itàlia                                                      | 2:00,23 |
| 1500 m            | Natalia Rodríguez · Espanya                                                    | 4:08,72 | Sonja Roman · Eslovènia                                        | 4:11,42 | Roisin McGettigan · Irlanda                                                        | 4:11,58 |
| 3000 m            | Alemitu Bekele · Turquia                                                       | 8:46,50 | Sara Moreira · Portugal                                        | 8:48,18 | Mary Cullen · Irlanda                                                              | 8:48,47 |
| 60 m tanques      | Eline Berings · Bèlgica                                                        | 7,92    | Lucie Škrobáková · Txèquia                                     | 7,94    | Derval O'Rourke · Irlanda                                                          | 7,97    |
| 4 × 400 m relleus | RússiaNatalya Antyukh · Darya Safonova · Yelena Voynova · Antonina Krivoshapka | 3:29,12 | Regne UnitDonna Fraser · Kim Wall · Vicki Barr · Marilyn Okoro | 3:30,42 | BelarúsAlena Kievich · Katsiaryna Bobryk · Hanna Tashpulatava · Katsiaryna Mishyna | 3:35,03 |
| Salt d'alçada     | Ariane Friedrich · Alemanya                                                    | 2,01    | Ruth Beitia · Espanya                                          | 1,99    | Viktoriya Klyugina · Rússia                                                        | 1,96    |
| Salt amb perxa    | Yuliya Golubchikova · Rússia                                                   | 4,75    | Silke Spiegelburg · Alemanya                                   | 4,75    | Anna Battke · Alemanya                                                             | 4,65    |
| Salt de longitud  | Ksenija Balta · Estònia                                                        | 6,87    | Yelena Sokolova · Rússia                                       | 6,84    | Olga Kucherenko · Rússia                                                           | 6,82    |
| Triple salt       | Anastasiya Taranova-Potapova · Rússia                                          | 14,68   | Marija Šestak · Eslovènia                                      | 14,60   | Dana Veldáková · Eslovàquia                                                        | 14,40   |
| Llançament de pes | Petra Lammert · Alemanya                                                       | 19,66   | Denise Hinrichs · Alemanya                                     | 19,63   | Anca Heltne · Romania                                                              | 18,71   |
| Pentatló          | Anna Bogdanova · Rússia                                                        | 4761    | Jolanda Keizer · Països Baixos                                 | 4644    | Antoinette Nana Djimou Ida · França                                                | 4618    |